# José Luis Criado
José Luis Criado Barragán (nacido 1957, en Arjona, Jaén) es un co-piloto español de camiones que actualmente participa en el Rally Dakar. Es el piloto español con más participaciones en el Dakar, con 34. Es co-piloto a Jordi Juvanteny en el equipo KH-7. Actualmente trabaja de notario en su propia notaría.

## Carrera
Criado debutó en el Dakar en el año 1990. Tiene 16 victorias en la categoría 6x6 y también dos títulos de la categoría Mission 1000 junto a Juvanteny.Actualmente conduce un camión impulsado por hidrógeno, convirtiéndose en el primer camión propulsado de este tipo en terminar el Rally Dakar.